# Matt Barnes
Matthew Kelly „Matt” Barnes (ur. 9 marca 1980 w Santa Clara) – amerykański koszykarz, występujący na pozycji niskiego skrzydłowego, mistrz NBA z 2017.

## Wczesne lata
Urodził się w Santa Clara w Kalifornii jako syn Ann Catherine (z domu Barrile) i Henry’ego M. Barnesa. Jego matka miała pochodzenie włosko-sycylijskie, a ojciec to Afroamerykanin. Jego młodszy brat, Jason Barnes (ur. 11 kwietnia 1984), grał na pozycji wide receiver w futbolu kanadyjskim. 

## Przebieg kariery
Po ukończeniu college'u UCLA Barnes został wybrany w drugiej rundzie draftu przez Memphis Grizzlies. Tamtego lata został sprzedany razem z Nickiem Andersonem do Cleveland Cavaliers w zamian za Wesleya Persona. Został zwolniony w październiku. Grał również dla Los Angeles Clippers, Sacramento Kings, New York Knicks, Philadelphia 76ers, Golden State Warriors oraz Phoenix Suns. W sezonie 09/10 był graczem Orlando Magic. Od 2010 do 2012 roku był zawodnikiem Los Angeles Lakers.
Przed rozgrywkami 2012/13 podpisał kontrakt z Los Angeles Clippers.
W czerwcu 2015 roku w wyniku wymiany trafił do klubu Charlotte Hornets. Nieco ponad tydzień później został zawodnikiem Memphis Grizzlies. 9 lipca 2016 podpisał umowę z Sacramento Kings. 20 lutego 2017 został zwolniony przez klub z Sacramento. 2 marca zawarł kontrakt do końca sezonu z Golden State Warriors.
11 grudnia 2017 ogłosił przez Instagram zakończenie kariery w NBA.

## Osiągnięcia
NCAA
- Uczestnik:
  - rozgrywek Sweet Sixteen turnieju NCAA (2000–2002)
  - turnieju NCAA (1999*–2002)

NBA
- Mistrz NBA (2017)

(*) – federacja anulowała wyniki drużyny UCLA Bruins z tamtego sezonu.